# Verrallina pseudomediofasciata
Verrallina pseudomediofasciata är en tvåvingeart som först beskrevs av Theobald 1910.  Verrallina pseudomediofasciata ingår i släktet Verrallina och familjen stickmyggor. Inga underarter finns listade i Catalogue of Life.